# Auguste Bravais
Auguste Bravais, né le 23 août 1811 à Annonay et mort le 30 mars 1863 au Chesnay près de Versailles, est un astronome, physicien, minéralogiste et géologue français réputé pour ses travaux fondamentaux en cristallographie, en particulier les réseaux de Bravais et les lois de Bravais. Ce polytechnicien qui a choisi le service de la marine française, puis l'enseignement des mathématiques appliquées et de la physique, a laissé de remarquables observations en géologie, en minéralogie sur les réseaux cristallins, en géophysique sur l'atmosphère, sur les phénomènes optiques et sur les rivages des côtes, avant de devenir membre de l'Institut en 1854.

## Biographie
Son père François Victor Bravais (1764-1852) est médecin à Annonay. Son frère, Louis François Bravais (en) (1801-1843) est un médecin botaniste dont la fille Marie Louise Bravais (1836-1913) épousera Pierre Jules Goybet. (1823-1912).
Auguste fait ses études à Annonay, au collège des frères Basiliens, actuel Collège du Sacré-Cœur. Il poursuit ses études à Paris au collège Stanislas, puis entre à l'École polytechnique en 1829. Grand aventurier à défaut d'être astronome, son rêve de jeunesse, il devient officier de marine et embarque sur le Finistère en 1832, puis sur le Loiret. Il collabore à des travaux d'hydrographie le long des côtes algériennes. Il participe à l'expédition de la Recherche, envoyée au Spitzberg et en Laponie au secours de la Lilloise.
Il professe un cours de mathématiques appliquées à l'astronomie à la Faculté des sciences de Lyon à partir de 1840 et succède à Victor Le Chevalier à la chaire de physique de l'École polytechnique entre 1845 et 1856, date à laquelle il est remplacé par Henri Hureau de Senarmont. Il publie un mémoire traitant de cristallographie en 1847. Il a été élu en 1844 membre de l'Académie des sciences, belles-lettres et arts de Lyon.
Cofondateur de la Société météorologique de France, il en est le premier président. Il succède à Albin Reine Roussin à l'Académie des sciences en 1854.

## Chercheur fécond
Revenu à terre plus souvent à partir de la fin des années 1830, l'officier de marine trentenaire se consacre à des recherches approfondies. Il part souvent de ses observations en bureau, sur le terrain de ses expéditions maritimes ou voire en mer où la contemplation du ciel et de l'atmosphère s'imposent, et construit une approche descriptive qu'il développe et généralise avec des outils de physique mathématique. Il suit ou participe aussi à la vie des sociétés savantes qui œuvrent dans ses domaines de prédilection.
Son intérêt pour la botanique transmis par son père le conduit à présenter à l'Académie des sciences un manuscrit intitulé Essai géométrique sur la symétrie des feuilles curvérisées et rectirisées en 1835. Cela leur permet d'être admis à la société philomathique de Paris. Auguste Bravais y rencontre le médecin et ancien maire de Lyon Gabriel Prunelle qui le convainc de soutenir une thèse de mathématique, afin d'obtenir une chaire devenue vacante à la faculté des sciences de Lyon.
Le 5 octobre 1837, Bravais soutient deux thèses à Lyon. La première s'intitule Analyse mathématique sur les probabilités des erreurs de situation d'un point, et elle est issue de ses travaux réalisés pendant ses explorations scientifiques en tant que marin, le long des côtes algériennes. L'objectif était de corriger certaines erreurs dans les cartes marines. Sa deuxième thèse s'intitule L'équilibre des corps flottants.
Ce sont ces derniers travaux qui convainquent le ministère de la Marine de le faire participer à la commission scientifique du Nord, l'expédition de La Recherche. Il est ainsi un des premiers scientifiques européens à signaler la remontée isostatique de la presqu'île scandinave.
Auguste étudie dans les années 1840 l'optique des phénomènes atmosphériques, en particulier les parhélies et les halos. Le chercheur sportif et bien équipé gravit dans ce but studieux le sommet du Mont-Blanc en 1845.
À l'époque du formidable essor de la géologie et de l'optique, ce chercheur que n'a jamais quitté l'attrait de l'astronomie, à l'exemple de nombreux polytechniciens nés dans la même décennie comme Hervé Faye ou Aimé Laussedat, ne peut rester insensible à poser des bases de physique ouvrant la porte à une meilleure compréhension et modélisation des phénomènes observables.
Il pose l'hypothèse d'une structure réticulaire des cristaux en 1849. En appliquant les principes de la géométrie, il dénombre quatorze types différents de réseaux cristallins. Les fameux réseaux de Bravais, proposés pour rendre compte des propriétés d'anisotropie et de symétrie observables des milieux cristallins solides, sont vérifiés en 1912 par Max von Laue, en utilisant pour la première fois la diffraction des rayons X.
Éprouvé par la mort de son fils unique, il manifesta au début de l'année 1850 les symptômes de ce que ses contemporains qualifient de « fatigue cérébrale » ; il démissionne de l’École Polytechnique, puis dès le mois de mars 1850 cesse de paraître à l'Académie et se retire à Versailles. « Ses amis, écrit A. de Lapparent, eurent le chagrin de constater peu à peu les progrès d'une irrémédiable décadence. Il s'éteignit en 1863, sans que depuis longtemps aucune lueur, même passagère, eut éclairé la nuit où sommeillait cette intelligence autrefois si puissante. »

## Œuvres les plus connues
- Louis et Auguste Bravais :  Essai sur la disposition des feuilles curvisériées, Annales des sciences naturelles, seconde série, tome 7 (1837) 42-110
- Essai sur la disposition générale des feuilles rectisériées, 1839
- Sur l'équilibre des corps flottants, 1840
- Mémoire sur les lignes d'anciens niveaux de mer dans la Finmark, 1841
- Mémoire sur les courants ascendants de l'atmosphère, 1843
- Mémoire sur le mouvement propre du soleil dans l'espace, 1843
- Analyse mathématique sur les probabilités des erreurs de situation d'un point, 1844
- Notice sur les parhélies qui sont situés à la même hauteur que le soleil, 1845
- Notice sur l'arc-en-ciel blanc, 1845
- Mémoire sur les halos et les phénomènes optiques qui les accompagnent, publié aussi dans le Journal de l'école royale polytechnique, 18, 1, 1847
- Sur les polyèdres symétriques, 1849
- Étude sur la cristallographie, 1851
- Notice sur un nouveau polariscope, suivie de recherches sur les doubles réfractions peu énergiques, 1851
- Sur l'influence qu'exerce la rotation de la terre sur le mouvement du pendule conique, 1854

## Distinction
- Chevalier de la Légion d'honneur, le 25 janvier 1841
- Officier de la Légion d'honneur, le 3 octobre 1856[6]